# Conservatoire du littoral
Le Conservatoire du littoral, dénommé officiellement Conservatoire de l'espace littoral et des rivages lacustres (CELRL), est un établissement public administratif national français créé en 1975.
Établissement membre de l'Union internationale pour la conservation de la nature (UICN), il n'a pas d'équivalent dans d'autres pays. En 2017, le Conservatoire assure la protection de 200 000 hectares sur plus de 750 sites, représentant environ 1 600 km de rivages maritimes, soit 15 % du linéaire côtier.
Son objectif est d'acquérir un tiers du littoral français afin qu'il ne soit pas construit ou artificialisé. Il peut acquérir des terrains situés sur le littoral mais aussi sur le domaine public maritime depuis 2002, les zones humides des départements côtiers depuis 2005, les estuaires, le domaine public fluvial et les lacs depuis 2009.
La Cour des comptes a néanmoins estimé dans un référé du 4 mars 2013 que le Conservatoire ne disposait pas des moyens lui permettant d'atteindre les objectifs qui lui ont été fixés.
Il contribue également à protéger le patrimoine culturel du littoral (forts, redoutes, batteries, phares, etc.).

## Histoire
Ce conservatoire a pour origine le survol du littoral en hélicoptère en 1965 par deux membres de la DATAR, Serge Antoine et Jérôme Monod, qui mettent en évidence le bétonnage des côtes françaises.
L’État missionne alors un groupe de fonctionnaires dirigé par Michel Piquard pour faire un état des lieux de la situation du littoral français, qui se matérialise par un rapport publié le 5 novembre 1973 (« Rapport Piquard »), qui recommande la création d'un établissement public foncier chargé de la gestion du littoral.
Inspiré du National Trust anglais, le Conservatoire du littoral et des rivages lacustres est créé par une loi adoptée par le Parlement le 10 juillet 1975, et défini comme un « établissement public national chargé de conduire, sur les différents rivages français, une politique foncière de protection définitive d’un « Tiers naturel » sur le littoral ».
Il est créé pour mener une politique foncière visant à la protection définitive des espaces naturels et des paysages sur les rivages maritimes et lacustres français et peut intervenir dans les communes et cantons côtiers en métropole, dans les départements d'Outre-mer et à Saint-Pierre-et-Miquelon.
Il intervient également dans les communes riveraines des estuaires, des deltas et des lacs de plus de 10 kilomètres carrés.
Fin 1976, le conservatoire acquiert ses premiers terrains sur les communes d'Étaples et de Camiers dans le Pas-de-Calais.
En 1977, le conservatoire reçoit son premier legs, la maison Foncin.

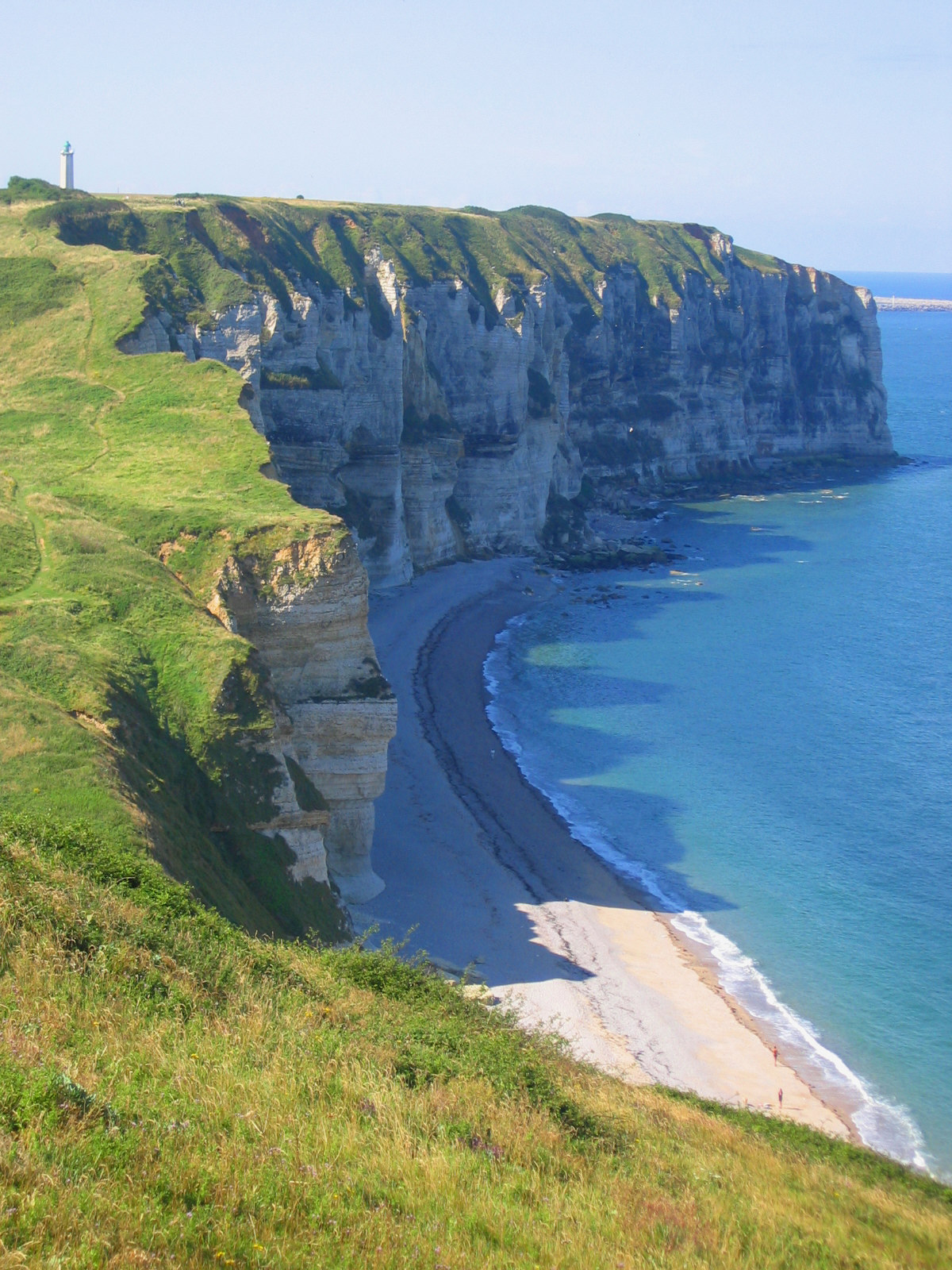
Un site protégé par le Conservatoire du littoral : la plage du Tilleul, entre le cap d'Antifer et Étretat, en Seine-Maritime.

## Moyens d'action: l'acquisition foncière
Il acquiert des terrains fragiles ou menacés, à l'amiable, par préemption, exceptionnellement par expropriation ou encore via la procédure de dation en paiement des droits de succession ou par donation ou legs.
Le Conservatoire du littoral français acquiert ainsi chaque année  20 à 30 km2.
Après avoir fait réaliser des travaux de remise en état nécessaires, terrassements, chemins d'accès, poses de barrières et signalisation, il confie la gestion des terrains aux communes, à d'autres collectivités locales ou bien à des associations pour qu'elles en assurent la gestion dans le respect des orientations arrêtées. Avec l'aide de spécialistes, il détermine la manière dont doivent être aménagés et gérés les sites acquis, pour que la nature y soit aussi belle et riche que possible et définit les utilisations (notamment agricoles et de loisirs) compatibles avec ses objectifs.
Cependant en 2013, selon un référé de la Cour des comptes il lui faudrait un budget deux fois plus important pour atteindre ses objectifs (« les objectifs d'acquisition fixés en 2005 pour la stratégie 2050 impliqueraient d'acquérir 5 200 hectares par an contre 3 000 hectares en moyenne sur la période examinée »). Ce référé fait suite à un autre référé (de 2008) contenant des recommandations en partie mises en œuvre depuis, en application d'une charte signée en 2009 pour un partenariat avec l'Agence des aires marines protégées afin de coordonner leurs actions respectives.
Le budget annuel est de l'ordre de 55 millions d'euros, dont 25 millions sont consacrés à l'acquisition et 14 millions à l'aménagement des sites. L'essentiel de ces moyens vient de l'État.
Depuis 2015, il bénéficie du droit de francisation des bateaux, soit 38,5 millions d’euros en 2016. Diverses collectivités locales (communes, régions) et l'Union européenne apportent aussi leur concours comme parfois les Agences de l'eau ou l’État via des possibilités rénovées d'affectation du domaine public. Le mécénat d'entreprise et de particuliers apportent également des contributions volontaires.

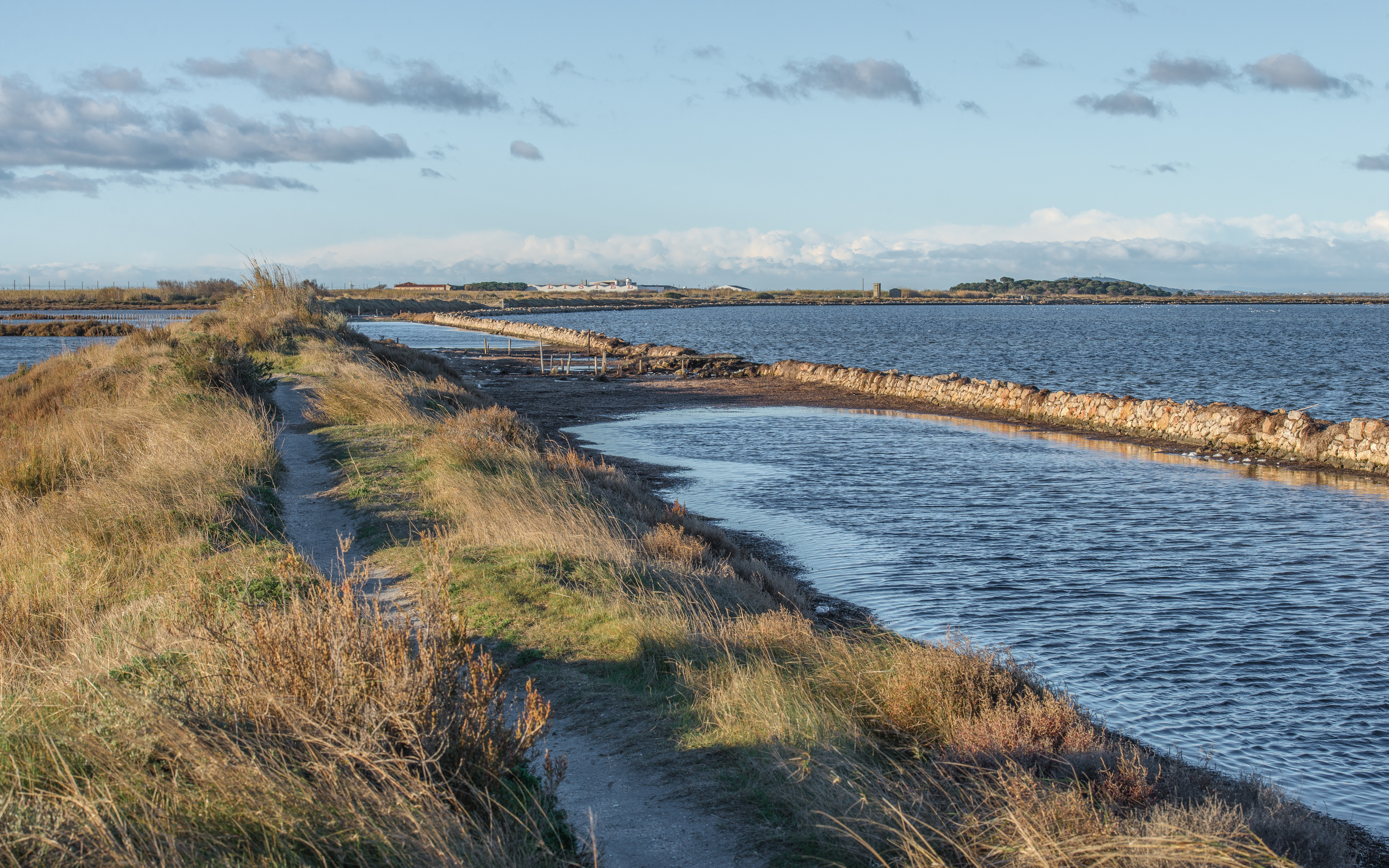
L'étang de Thau dans l'Hérault, Sète.

Une piste complémentaire évoquée lors du Grenelle de l'environnement, de la préparation d'une loi-cadre sur la biodiversité ou par Guillaume Sainteny audité le 27 mars 2013 par la commission du développement durable de l'Assemblée nationale, pourrait être l'établissement en France de servitudes environnementales.
L'équipe du Conservatoire du littoral comprend près de 180 personnes, installée à la Corderie royale - Centre international de la mer à Rochefort, à Paris et aux sièges des délégations régionales. Les recrutements s'effectuent surtout parmi les fonctionnaires. Près de 1 000 gardes et agents du littoral, recrutés par les collectivités locales et les organismes gestionnaires, assurent, tout au long des côtes, la surveillance, l'entretien des sites du Conservatoire du littoral ainsi que l'accueil du public.
Enfin, la loi Grenelle 2 a élargi le droit de préemption du Conservatoire sur les unités foncières objets de sociétés civiles immobilières (SCI) ou d'indivision.

## Chiffres actualisés
Les repères de 2017 :
- 180 personnes travaillent au Conservatoire du littoral,
- 1 000 agents du littoral (gardes, animateurs, agents d'entretien) œuvrent sur les terrains, ayant tous des employeurs différents,
- les sites sont fréquentés par environ 40 millions de visiteurs,
- le budget consacré au Conservatoire est de 55 millions d'euros en 2017,
- le domaine géré par le Conservatoire est passé de 88 000 hectares en 2006 à 194 000 hectares en 2017,
- 1 600 km de rivages protégés,
- 200 000 ha d'espace littoral protégé,
- 750 sites naturels protégés.

## Les sites protégés

### Rivages maritimes

#### Hauts-de-France
- Falaises picardes
- Hâble d'Ault
- Baie de Somme (1991[13]) intégrée à la Réserve naturelle nationale de la baie de Somme
- Vallée de la Maye
- Massif du Marquenterre
- Baie d'Authie intégrée au futur Parc naturel marin des Trois Estuaires
- Baie de Canche intégrée à la Réserve naturelle nationale de la baie de Canche
- Mont Saint-Frieux
- Massif d'Ecault : Dunes d'Écault et Forêt d'Écault
- Grand Site des Deux Caps intégrée au Parc naturel régional des caps et marais d'Opale
- Platier d'Oye, intégrée à la Réserve naturelle nationale du Platier d'Oye
- Dunes de Flandres

Logo d'Eden 62.

Les Sites du Conservatoire du littoral sont gérés dans le Pas-de-Calais par le Syndicat-Mixte Eden 62.

#### Normandie

##### Calvados
- Batterie de Longues-sur-Mer
- Batterie de Merville
- Bois du Breuil[6],[14], à Pennedepie
- Estuaire de l'Orne
- Falaises des Vaches Noires

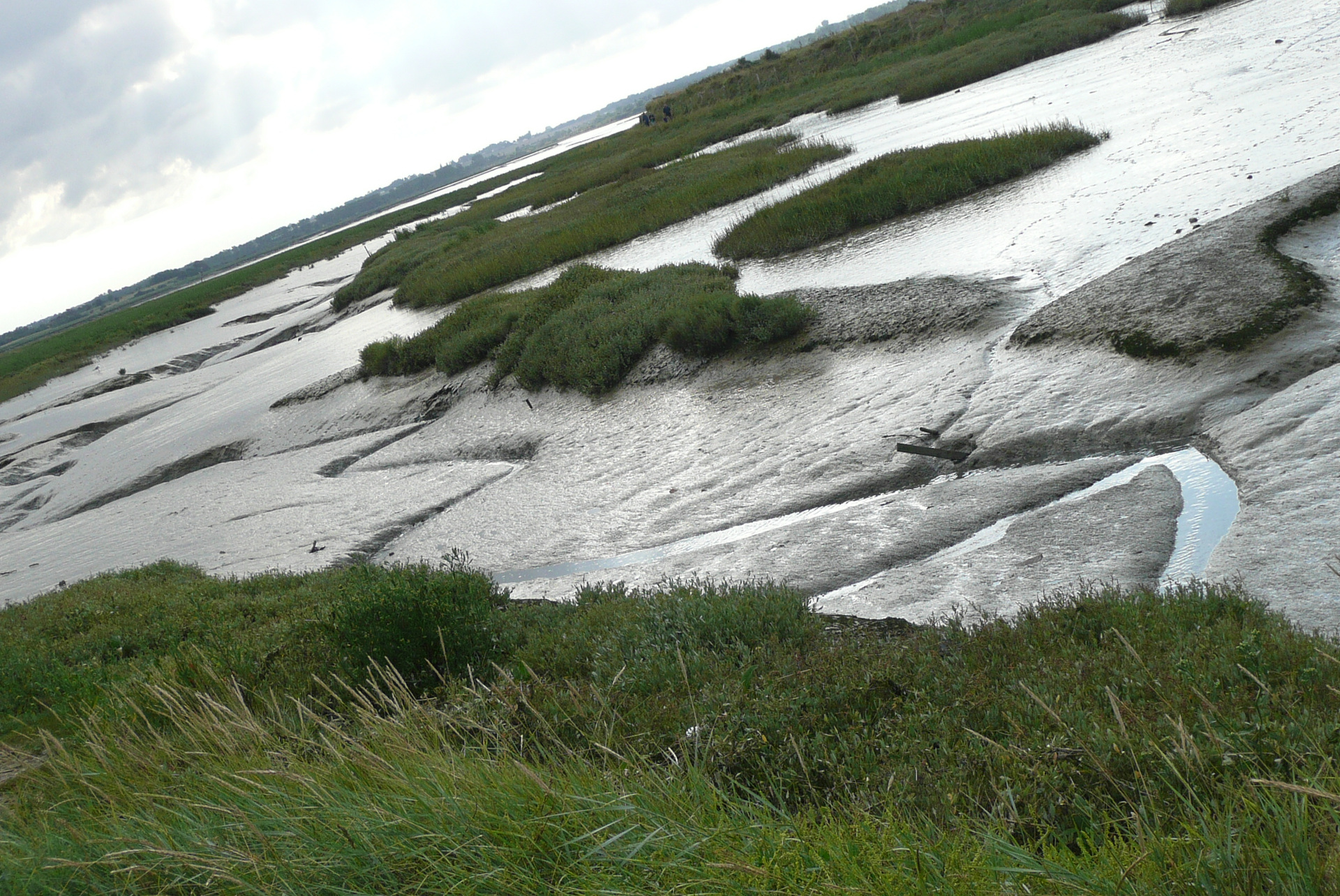
Estuaire de l'Orne.

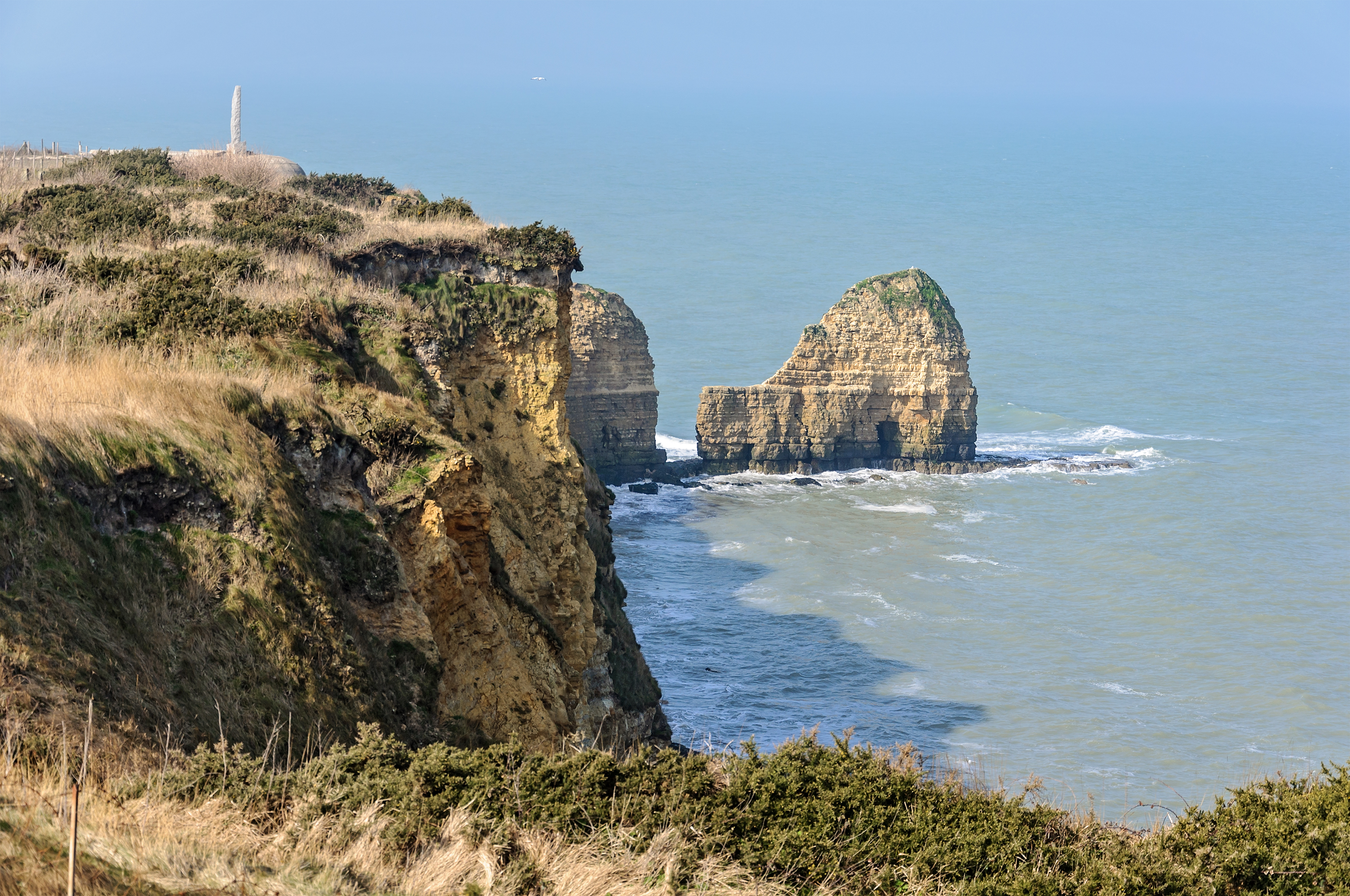
Pointe du Hoc.

- Falaises des Fonderies, à Tracy-sur-Mer
- Marais de Graye-sur-Mer
- Marais de Ver-sur-Mer
- Marais de Villers-sur-Mer et Blonville-sur-Mer
- Mont Canisy
- Mont Castel
- Omaha Beach
- Pointe du Hoc
- Rives de Seine Sud

##### Manche
- Beauguillot
- Baie des Veys
- Cap de la Hague
- Cap du Rozel
- Dunes et havres de la côte ouest :
  - Annoville
  - Biville
  - Bréville-sur-Mer
  - Dragey
  - Geffosses
  - Hattainville
  - Lessay
  - Portbail
  - Surville
  - Vauville
  - Vanlée
- Fermanville
- Étang de Gattemare
- Falaises du Mur-Blanc
- Île de Tatihou
- Îles Chausey
- Îlot de Tombelaine
- Landes de Lessay
- Marais de Réthoville
- Mare de Bouillon
- Nez de Jobourg
- Parc de la Roche fauconnière, à Cherbourg-Octeville
- Pointe d'Agon
- Pointe de Champeaux
- Pointe de Jardeheu
- Pointe de la Loge
- Pointe du Grouin du Sud
- Tourbière de Mathon
- Utah Beach

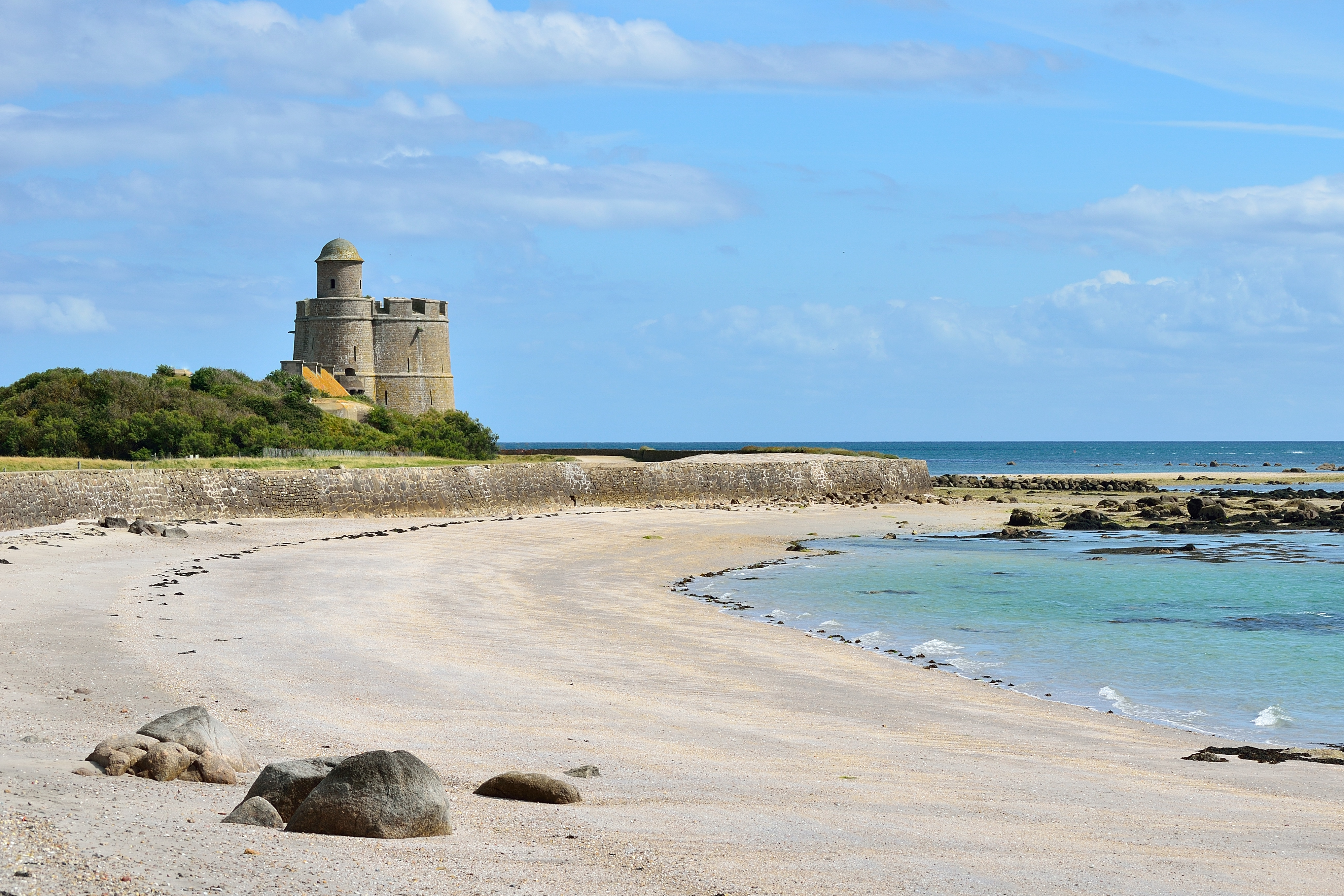
Île de Tatihou (Saint-Vaast-la Hougue).
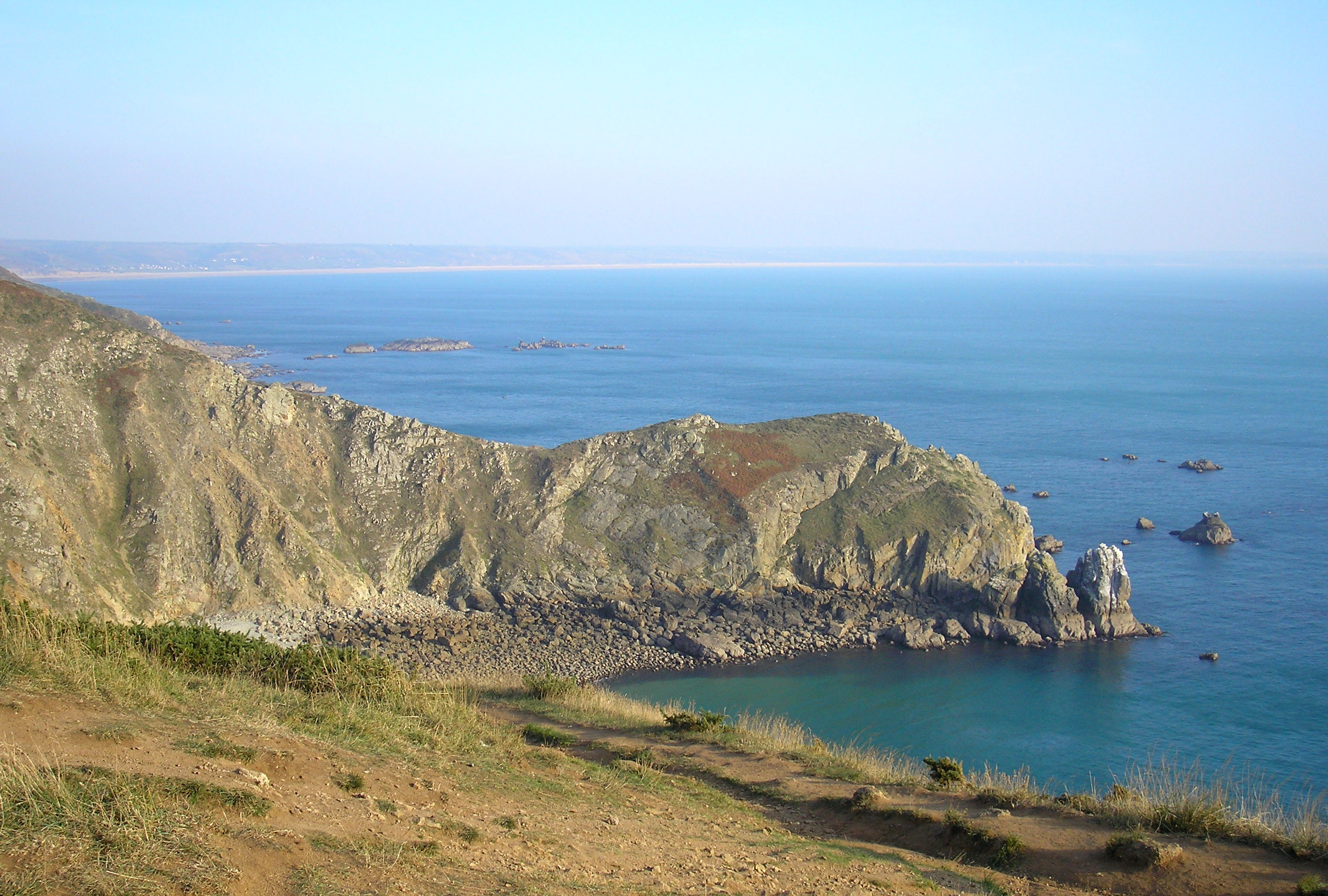
Nez de Jobourg.

##### Seine-Maritime

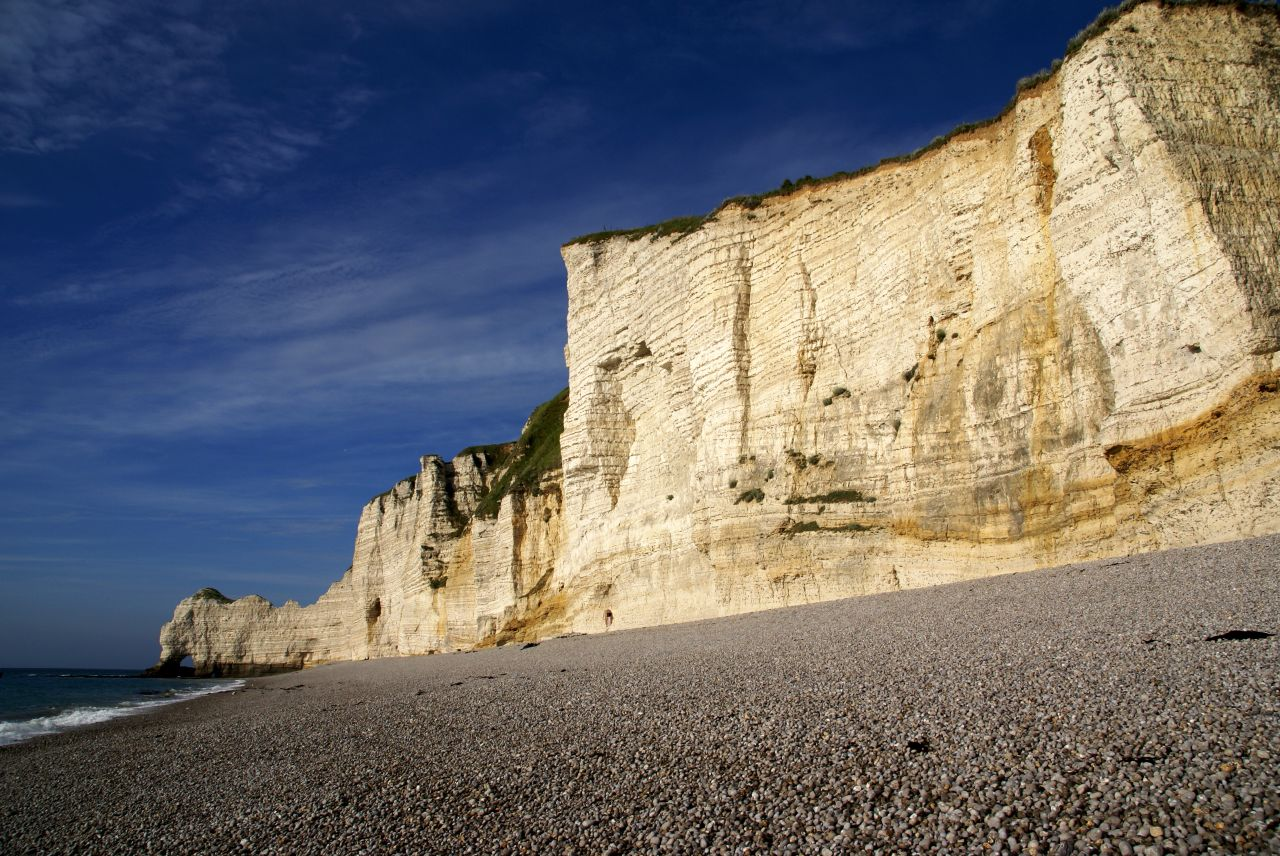
La falaise d'Amont (Étretat).

- Basse vallée de l'Yères
- Bois de Bernouville
- Cap d'Ailly
- Cap de la Hève
- Estuaire de la Seine
- Falaise d'Amont
- Falaises de Saint-Valéry-en-Caux
- Val Ausson
- Vallée de la Durdent
- Vallée de la Saâne
- Vallée de la Scie
- Vallée du Dun
- Valleuse d'Antifer

#### Bretagne

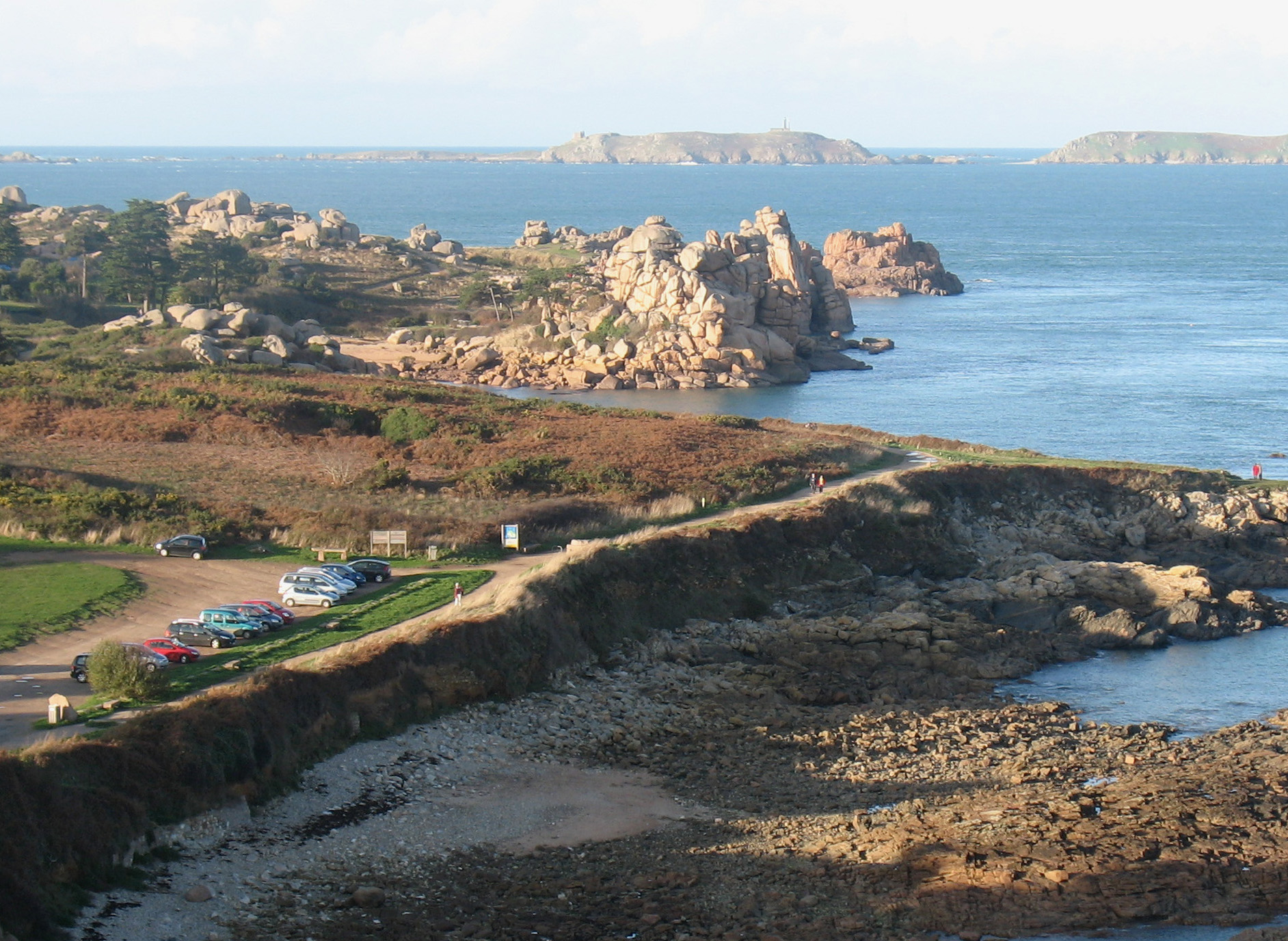
Côte de granit rose en Bretagne.

##### Côtes-d'Armor
- Archipel des Sept-Îles (1993[13])
- La Côte de granit rose
- L'estuaire du Trieux
- Le Sillon de Talbert
- Le Cap Fréhel
- L'Abbaye de Beauport
- Saint-Maurice (Morieux)

##### Finistère
- L'abbaye et la forêt de Saint-Maurice
- L'Aber de Crozon
- La Baie d'Audierne
- Le Cap Sizun
- Les Dunes de Keremma
- L'Île-de-Batz
- L'Île Tristan
- Landes littorales d'Ouessant (1980[13])
- Plage des Blancs Sablons[6],[15]
- La Pointe de Perharidy, (Santec)
- La presqu'île de Crozon
- La presqu'île de Kermorvan

##### Ille-et-Vilaine
- Cézembre (depuis le 18 octobre 2017[16])
- Pointe de la Varde

##### Morbihan
- Les Îles :
  - Belle-Île-en-Mer,
  - L'île de Groix,
  - Houat
  - Hœdic
- La baie de Quiberon :
  - La pointe de Men-er-Bellec
  - La pointe de Keryondre
  - La pointe du Conguel
- Le golfe du Morbihan
  - L'anse de Mancel
  - L'île Ilur
  - La pointe des Émigrés
  - La pointe de Kerpenhir
  - La pointe de Penhap
  - Le marais de Pen an Toul
  - Le marais de Séné
  - Les rives du Vincin
- Les dunes de Plouhinec
- Le marais de Pénestin

#### Pays de la Loire
- L'Île de Noirmoutier
- Le Marais Poitevin
- Le pays de Retz

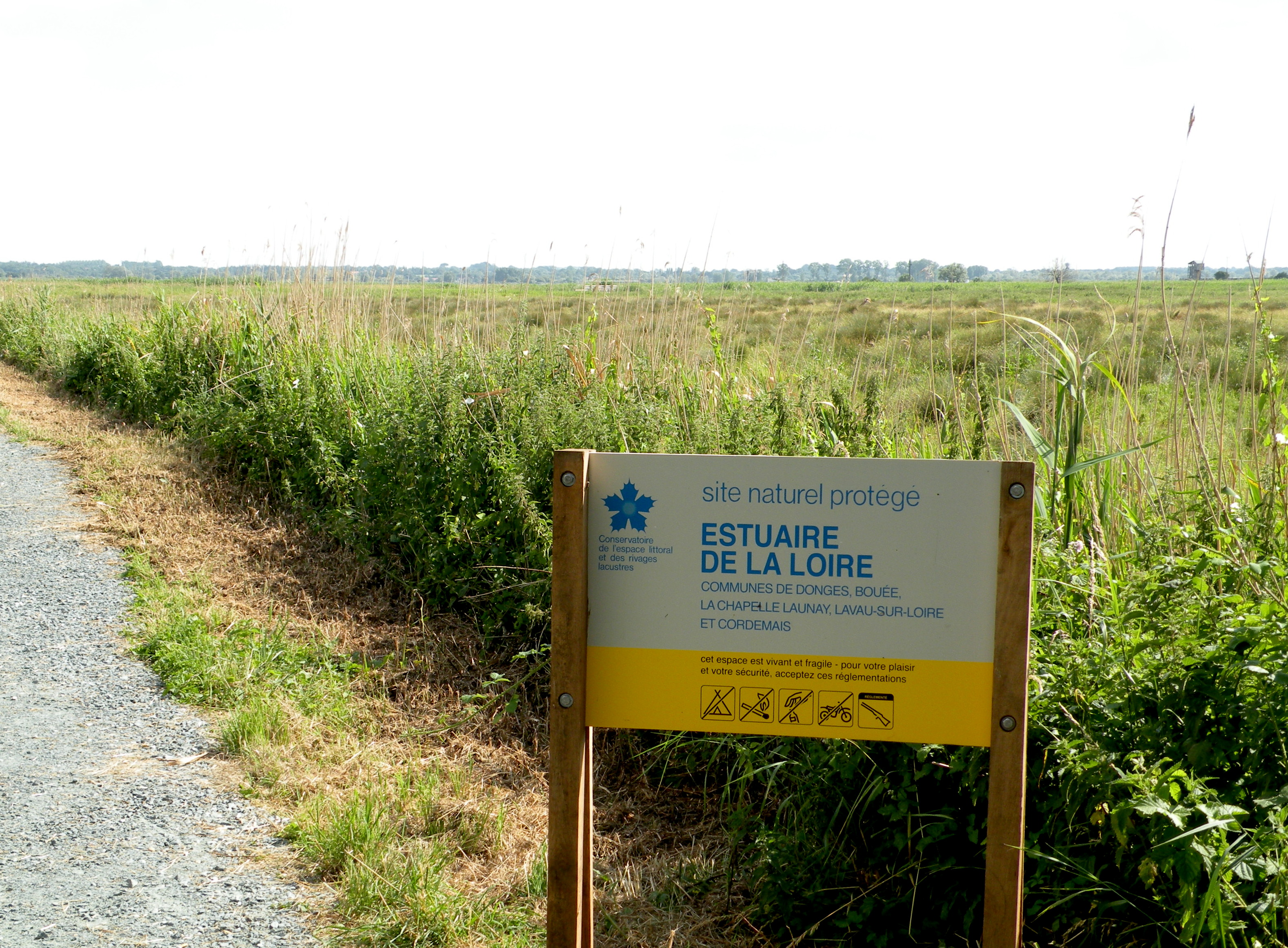
Les marais de l'estuaire de la Loire à Lavau-sur-Loire.

- L'estuaire de la Loire (Loire-Atlantique)
- Bois Saint-Jean, Puits d'Enfer (Château-d'Olonne)
- Les Marais salants de Guérande (2012[13])
- La Baie de l'Aiguillon (2002[13])

#### Nouvelle-Aquitaine
- Les marais d'Oléron (Ile d'Oléron)[17]
- La forêt Briquet (Ile d'Oléron)[18]

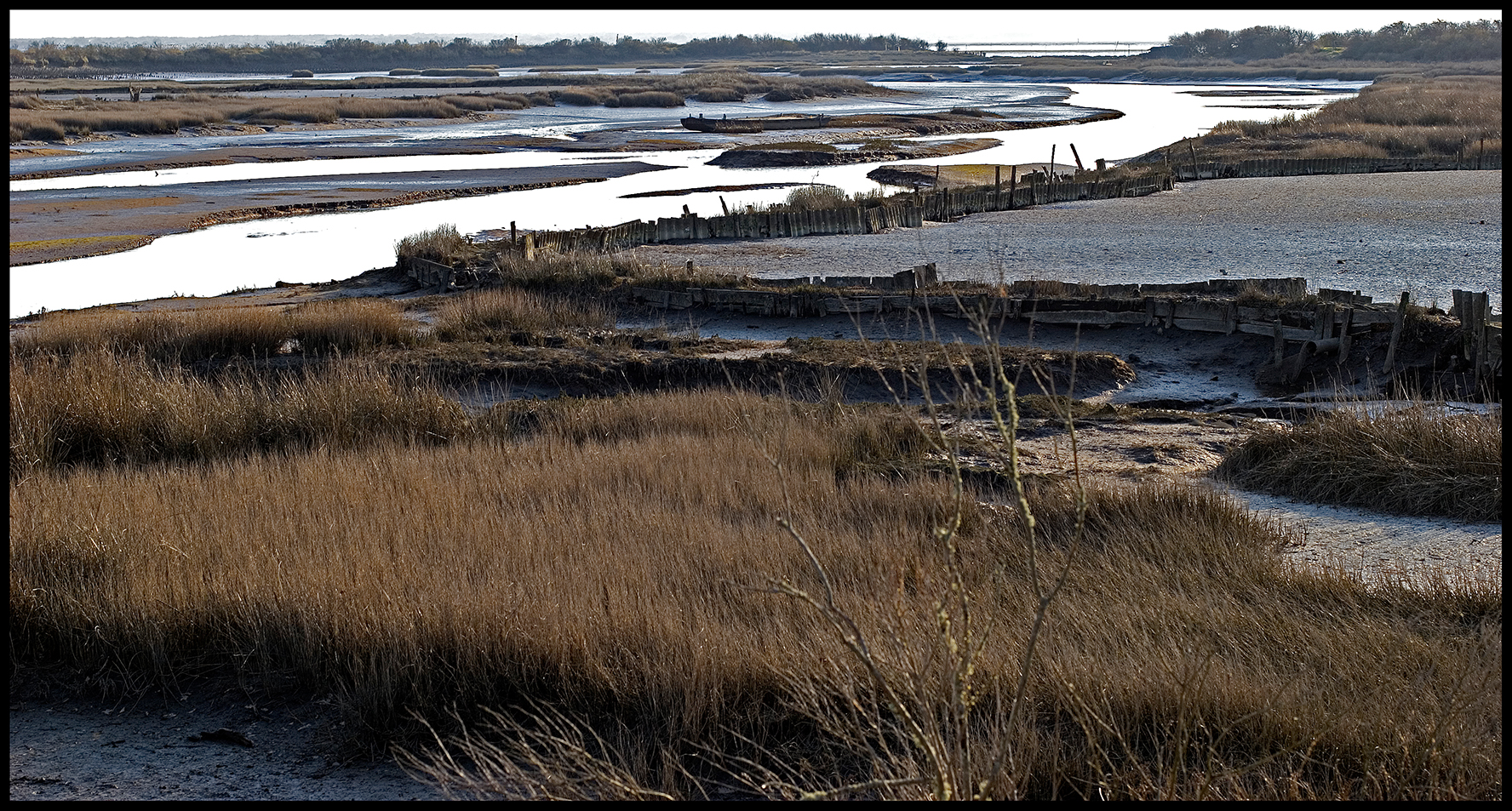
Le domaine de Certes sur le bassin d'Arcachon.

- Les marais du Douhet (Ile d'Oléron)[18]
- La réserve naturelle Lilleau des Niges (Île de Ré)
- La côte rocheuse Nord de l'île d'Aix (Île d'Aix)
- Le Domaine d'Abbadia et la Corniche Basque à Hendaye et Urrugne (Pays basque)
- La dune du Pilat en Gironde (1998[13])
- Le Domaine de Certes sur le bassin d'Arcachon
- Les îles de l'estuaire de la Gironde
- Le marais de la Tafarde
- L'île de Malprat
- La dune du cap Ferret (Gironde)
- La Pointe de Capbreton[6]
- La Zone humide du Métro
- L'Île aux Oiseaux (2004[13])

#### Occitanie

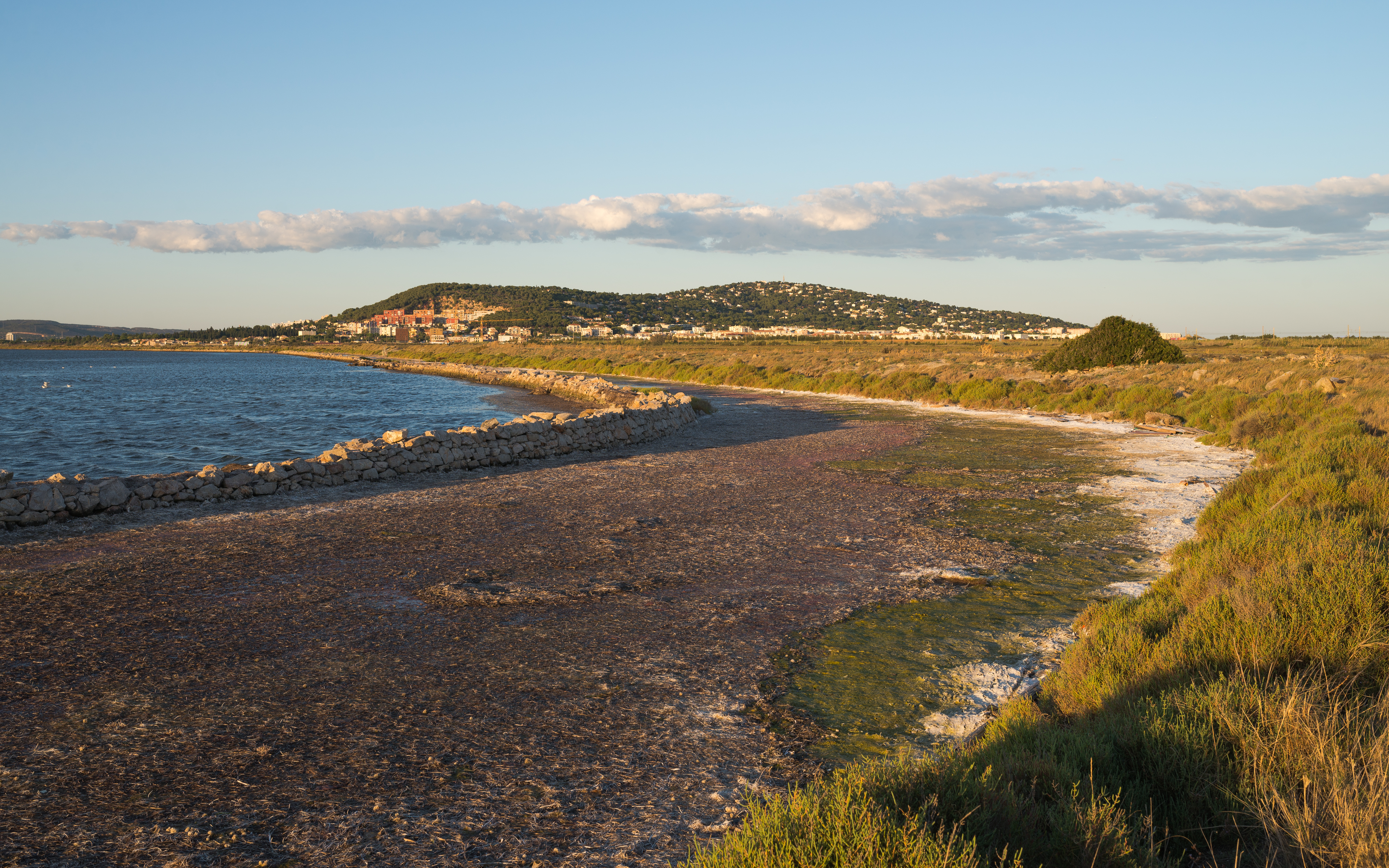
Sète et le rivage de l'étang de Thau.

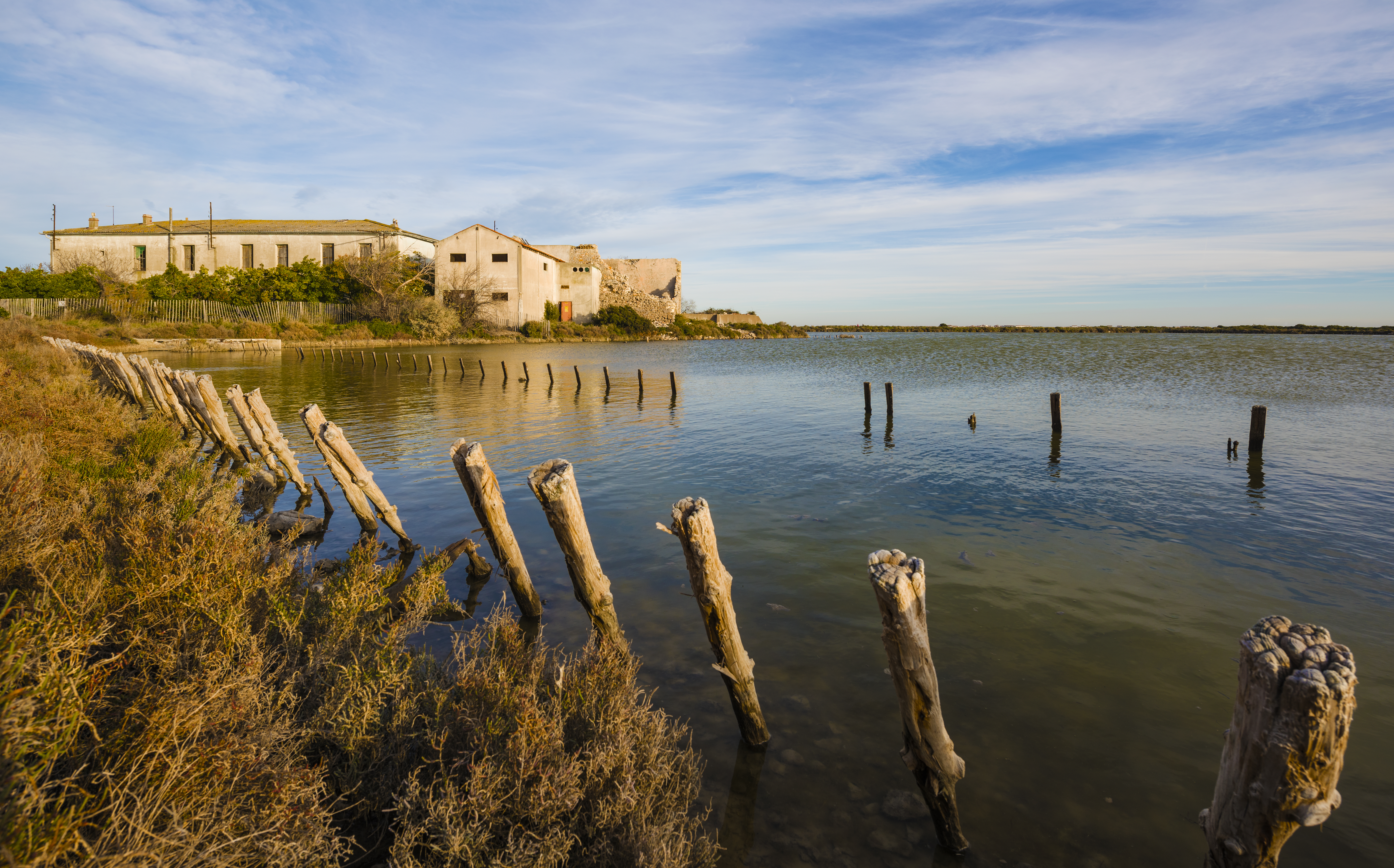
Les Salins de Frontignan.

- Paulilles
- Le bois des Aresquiers
- L'étang de Thau
- Le Lido de Thau
- La Réserve naturelle du Bagnas
- L'Oustalet
- L'île Sainte-Lucie
- La Pointe de l'Espiguette
- L'étang de la Marette
- Les Salins de Frontignan (1980[13])
- Les Orpellières
- Étang de Pissevaches

#### Provence-Alpes-Côte d'Azur
De l'ouest à l'est :
- La Camargue
- Les marais du Vigueirat
- La Crau
- L'étang de Berre

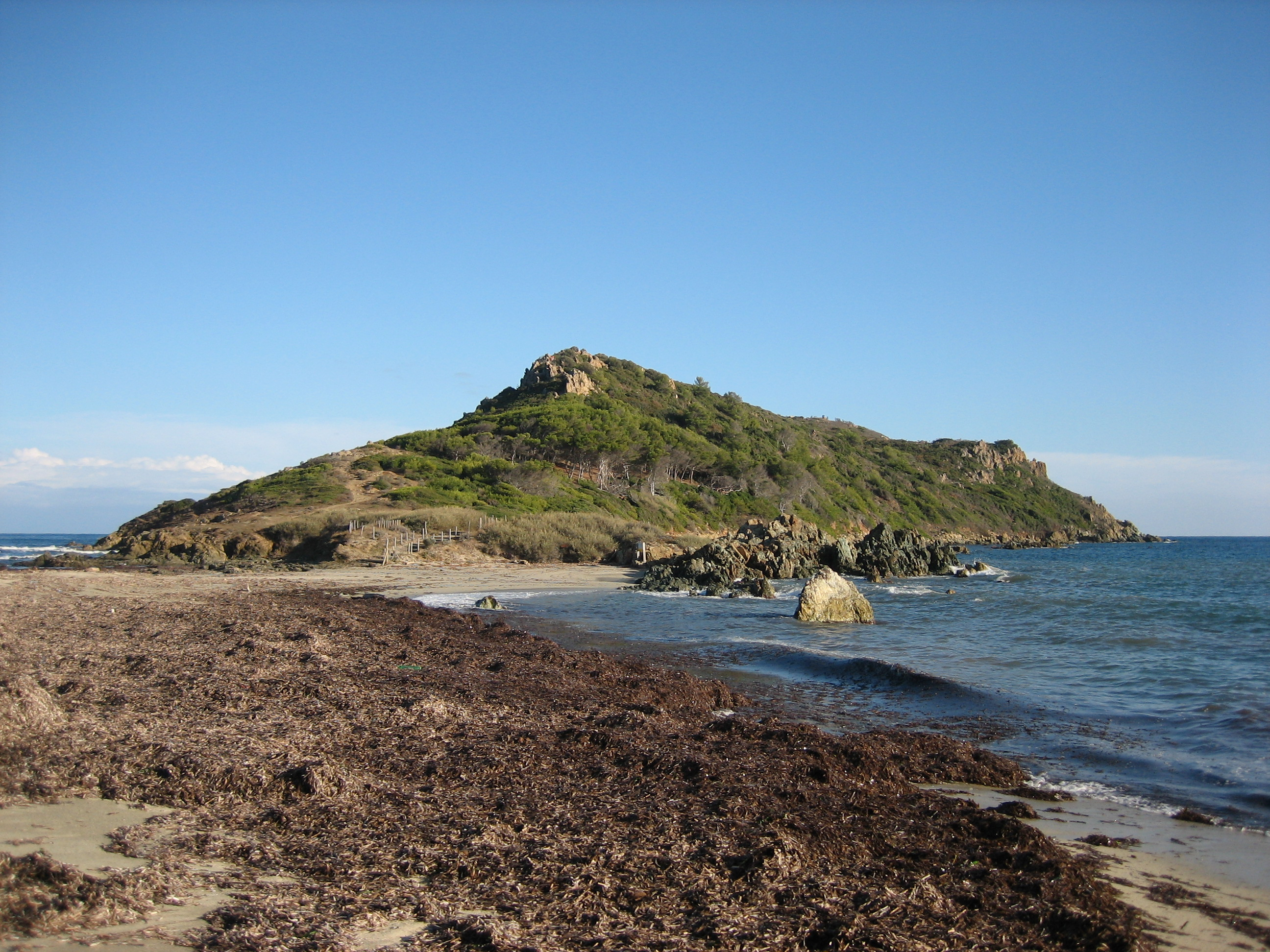
Cap Taillat.

La rade d'Hyères.

- La Côte Bleue (3 304 hectares) dans les Bouches-du-Rhône
- Les Calanques de Marseille
- Saint-Cyr-sur-mer
- Le massif de la Colle Noire
- La rade d'Hyères
- La presqu'île de Saint-Tropez
- Les Maures
- Le massif de l'Esterel (369 hectares)
- La Riviera
- Les Salin des Pesquiers (550 hectares) sur la commune d'Hyères

- Le Cap d'Antibes (2001[13])

#### Corse
- désert des Agriates (1979[13]) (5 500 hectares, le plus grand site du Conservatoire)
- Balagne
- Le Nord du Cap Corse (654 hectares)
- golfe d'Ajaccio
- golfe de Porto
- Lagunes de la côte Orientale
- Marana-Casinca
- Pointes de Cargèse-Vico
- Punta di Spanu (65 ha)
- Rivages occidentaux du Parc Marin des Bouches de Bonifacio
- Rivages orientaux du Parc Marin des Bouches de Bonifacio
- Sainte-Lucie-de-Porto-Vecchio
- Sartenais

#### Îles du Nord
- La Réserve Naturelle Marine de Saint-Martin
- La Réserve Naturelle Marine de Saint-Barthélemy

#### Guadeloupe
- Les sites classés des falaises Nord-Est de Marie-Galante
- la zone de résurgences de la nappe phréatique à Saint Sauveur Morne à l'eau

#### Martinique
- Morne Aca - Pointe Borgnèse
- Grand Macabou
- Cap Salomon
- Étang des Salines
- Îlet Loup-Garou (2004[13])

#### Guyane
- Les Îles du Salut (1995[13])
- La Pointe Isère
- La Montagne d'Argent (situé dans l'estuaire de l'Oyapock)
- La Crique Yiyi
- La Savane Sarcelle
- Les Îlets de Rémire
- Les Salines de Montjoly
- La Pointe Buzaré
- L’Anse de Montabo
- Le Mont Bourdat
- Le Plateau du Mahury

#### La Réunion
- La Grande Chaloupe
- Cap la Houssaye
- Pointe des Trois Bassins
- Grande Ravine
- Rocher des Colimaçons
- Pointe au Sel
- Le Souffleur
- Ravine des Sables
- Étang du Gol
- Terre Rouge
- Grande Anse
- Vincendo
- Anse des Cascades
- Bois Blanc
- Cayenne
- Chaudron

#### Mayotte
L'intégralité des îles secondaires de Mayotte (toutes les îles de l'archipel en totalité sauf Grande-Terre et Petite-Terre, avec l'îlot Mbouzi en délégation)

#### Saint-Pierre-et-Miquelon
- Isthme de Miquelon-Langlade

### Rivages lacustres

#### Auvergne-Rhône-Alpes
- Lac d'Annecy (Roc de Chère, Marais de la Cluse d'Annecy, Marais de l'Enfer, Clos Berthet)
- Lac du Bourget (Marais de Chautagne, Conjux, Domaine de Buttet, Le Grand Port)
- Lac Léman (1979[13]) (La Fabrique, La Châtaignière, Les Grandes Salles, Domaine de Guidou, Corzent, Le Miroir, Pré Curieux, La Gryère)

#### Grand Est
- Lac de Madine (Etangs de Pannes)
- Lac du Der-Chantecoq (Bois des Moines, Etangs d'Outines-Arrigny / Bois de l'Agrentolle)

#### Nouvelle-Aquitaine

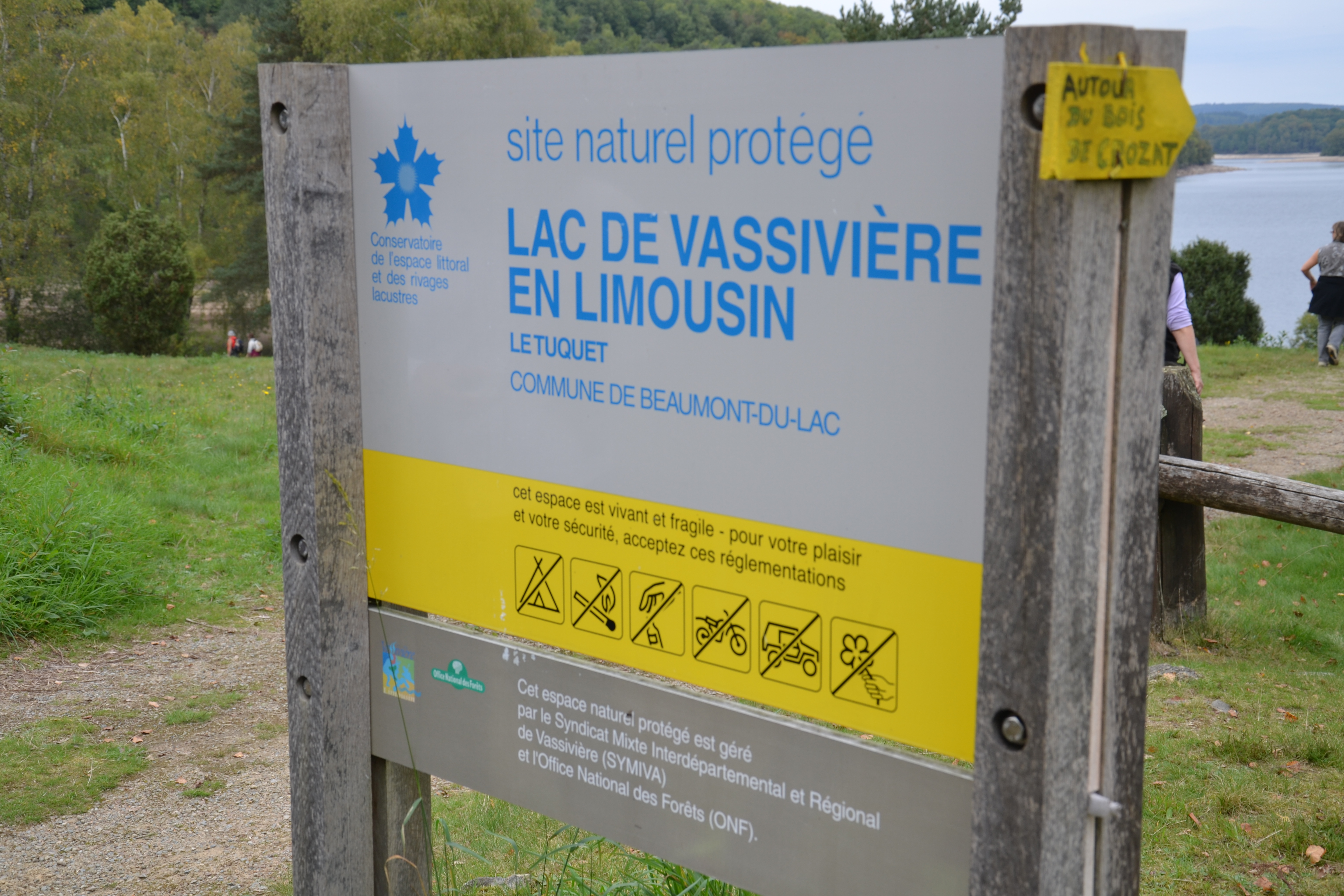
Un site lacustre protégé : le lac de Vassivière

- Lac de Vassivière (Sous-les-Chemins, Soumeix)
- Lac de Bort-les-Orgues (Port-Dieu)

#### Occitanie
- Lac de Pareloup (Mas Atché)

#### Provence-Alpes-Côte d’Azur
- Les Étangs de Villepey (Fréjus)
- Lac de Serre-Ponçon (Le Villard, La Roche) (1996[13])
- Lac de Sainte-Croix (Valx, Les Eouvières)